# Скибюк Ігор Анатолійович
І́гор Анато́лійович Скибю́к (нар. 1976) — український військовослужбовець, генерал-майор, заступник начальника Генерального штабу ЗСУ (з 2025). Учасник російсько-української війни.
Колишній командувач Десантно-штурмових військ України (2024—2025).
Лицар ордена Богдана Хмельницького ІІ та ІІІ ступенів. Герой України (2022).

## Життєпис
1998 року почав службу у 80-й окремій десантно-штурмовій бригаді на посаді командира взводу.
У 2016 році підполковник Ігор Скибюк був командувачем українських частин у міжнародних навчаннях «Кленова арка-2016».
Станом на 2022 рік командир 80-ї окремої десантно-штурмової бригади, на початку повномасштабного вторгнення командував бригадою під час російського наступу на Херсонщину.
У ході Харківського контрнаступу бригада визволяла Ізюм, за цей успіх Скибюка нагороджено званням Герой України.
У 2023 році начальник штабу — заступник командувача Десантно-штурмових військ Збройних сил України.
11 лютого 2024 року призначений командувачем Десантно-штурмових військ Збройних Сил України на заміну генерал-майора Максима Миргородського.
3 червня 2025 року звільнений з посади командувача Десантно-штурмових військ Збройних сил України та призначений заступником начальника Генерального штабу Збройних сил України.

## Звання
- бригадний генерал (2023)[5]
- генерал-майор (2024)[9]

## Нагороди
- звання Герой України з врученням ордена «Золота Зірка» (14 жовтня 2022) — за особисту мужність і героїзм, виявлені у захисті державного суверенітету та територіальної цілісності України;[10]
- орден Богдана Хмельницького II ступеня (27 травня 2022) — за особисту мужність і самовіддані дії, виявлені у захисті державного суверенітету та територіальної цілісності України, вірність військовій присязі;[11]
- орден Богдана Хмельницького III ступеня (8 березня 2022) — за особисту мужність і самовіддані дії, виявлені у захисті державного суверенітету та територіальної цілісності України, вірність військовій присязі.[12]